# 胡惟庸案
胡惟庸案是明初四大案之一，指明太祖朱元璋誅殺宰相胡惟庸事件，隨後大肆株連殺戮功臣宿將。胡惟庸及開國元勳李善長被殺，明初朱元璋同鄕的淮西官僚集團覆滅。太祖罷左右丞相，廢除中書省，其事由六部分理，另設內閣供皇帝做為顧問。內閣大學士的權力不如宰相，只有「票擬」權力，先送宦官，再由宦官上呈與皇帝。從此明朝名義上再無丞相一職，後來在永樂帝後由內閣首輔實質取代。
胡案與藍玉案合稱為胡藍黨獄，朱元璋一共殺死數萬人。

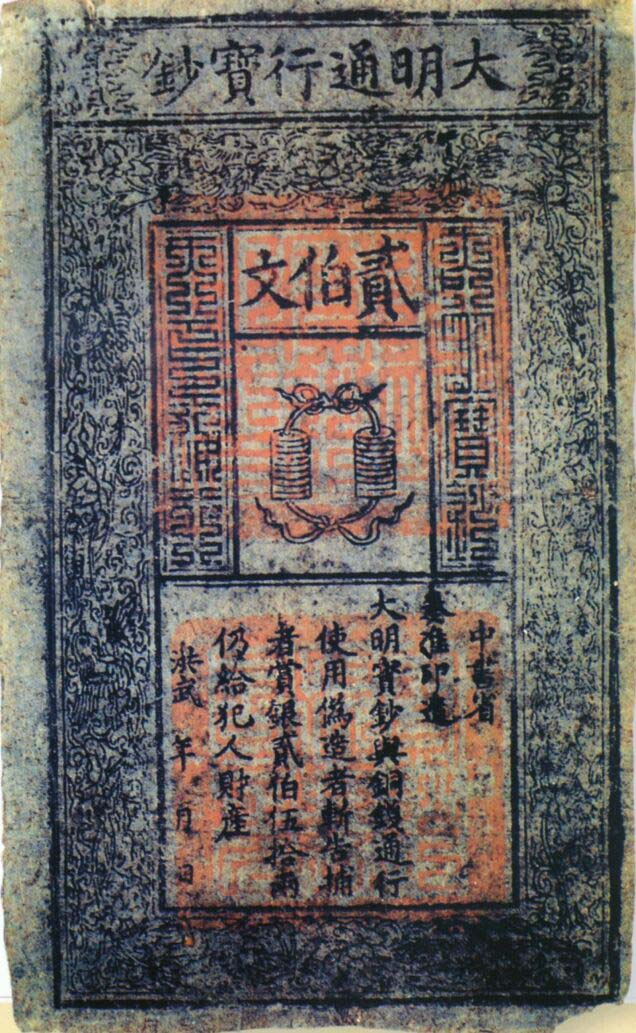
胡惟庸丞相時期大明寶鈔

## 背景
李善長被朱元璋以年紀老致仕後，女婿胡惟庸代之成為朝中淮西集團官僚的首領。胡惟庸雄爽有大略，而陰刻險鷙，眾多畏之。洪武六年（1373年）正月，右丞相汪广洋被贬为广东行省参政。明太祖因丞相人选难觅，所以很长一段时间不设丞相。胡惟庸于是独专中书省事务。七月，任右丞相，不久，升任左丞相，汪广洋又被任为右丞相。杨宪被杀后，明太祖认为胡惟庸有才干，很宠信他。胡惟庸也自觉奋进，曾以遇事小心谨慎博得明太祖欢心，进一步获得明太祖的宠信，說惟庸与陈宁，自汪广洋去后，独署省台，协诚匡济，举直错枉，精勤不怠。

## 概述
洪武十二年（1379年）九月，占城国入贡，胡惟庸等人不报告明太祖。宦官出来见到了，便进宫奏告明太祖。明太祖大怒，下敕令责备中书省臣。胡惟庸和汪广洋叩头谢罪，但暗暗地将罪过归咎于礼部，礼部大臣又归咎于中书省。明太祖更加愤怒，将各臣僚全部关押起来，究问为首主持的人。朱問汪胡毒死劉基的事，汪說沒有這件事。不久，令錦衣衛指揮石玉絞死汪廣洋，以妻子配侍衛官軍，諸弟皆殺之。汪广洋的妾陈氏为他陪死。皇上问知陈氏乃是被沒入官的陈知县的女儿，大怒说：“被没入官的妇女，只给功臣家。文臣怎么得到？”便颁下敕令命法司调查。于是胡惟庸以及六部属官都入獄。太祖以“枉法誣賢”、“蠹害政治”等罪名，極刑凌遲處死胡惟庸、陈宁兩人。《皇明纪事录》称朱元璋又認為上元縣、江寧縣人民傾向胡惟庸而不分男女老幼全部殺死，遷山東、山西無產業之民，量其多寡，給屋居之。洪武二十八年十一月，“诏从直隶、苏州等十七府州及浙江等六布政司所属府州县小民二万户，赴京占籍于上元、江宁，以充各仓夫役。”洪武十三年五月甲午，雷震謹身殿。朱元璋公佈罪己詔，說不期宰輔失職，肆姦擅權，使賢愚陷于不義。他思創業之艱難，念守成之不易，首除姦惡，鋤根翦蔓，爰及餘黨，然刑戮之際，不無過焉，甚非上帝好生之德。乃于是月初四日申時，雷震謹身殿，他甚懼焉。於是赦天下罪者，除十惡不赦外，其餘已未發覺結證，罪無大小，咸赦除之。
胡惟庸死時，還未有謀反罪名。死后，其罪状陆续被“揭发”。洪武十八年（1385年），有人告发李存义與其子李佑，曾同胡惟庸谋逆。洪武十九年（1386年）明州卫指挥林贤通倭事发，嚴刑迫供下，是受胡惟庸指使。洪武十九年十月二日，林贤案审结，林贤被京師大中橋凌迟处死，族男出幼者殺死，妻妾為婢。 洪武十九年的《大誥三篇》刊有〈李茂實胡黨第七〉、〈陸仲和胡黨第八〉、〈指揮林賢胡黨第九〉等針對「胡黨」餘逆的條目。洪武二十三年（1390年），朱元璋以京民為逆不已將在南京之民，殺死一半，遷於化外者一半。李善長於京民合遷之內，向朱元璋求情，朝給長姊楊阿李，暮給次姊王阿李，明日又給親人丁斌。朱元璋派錦衣衛提到親弟李存義與其子李伸，令九衙官共審，發覺知情緣由。朱元璋說李善长以“元勋国戚，知逆谋不举，狐疑观望怀两端，大逆不道”，其妻等七十余人被杀。李善長由「庚午詔書」的被動參與，搖身一變於《昭示姦黨錄》中主動糾結功臣合謀，又為胡惟庸送上家奴輔助，與早於洪武十二年已死亡的顧時成為「胡黨」的倡導者。「庚午詔書」與《昭錄》相距僅月餘，變化卻如此大，正好說明了李善長「勾結胡黨」之罪狀當於《昭錄》時所塑造。陆仲亨的家奴封帖木告发陆仲亨与唐胜宗、费聚、赵雄三名侯爵，曾串通胡惟庸“共谋不轨”。宋濂的孙子宋慎亦受牵连被杀，宋濂本人贬死四川夔州。《昭示姦黨錄》洪武二十三年陸仲亨、李善長肇獄或「庚午詔書」頒布以後又有營陽侯楊璟一案。明末錢謙益根據庚午詔書及《昭示姦黨錄》，指出《明太祖實錄》聲稱李善長於洪武十三年胡惟庸案發時已被揭發之事爲捏造。朱元璋藉辭窮追其友好，取得大臣奴婢供詞，開國第一功臣韓國公李善長、滎陽侯鄭遇春、豫章侯胡美、江南侯陸聚、宜春侯黃彬、南雄侯趙庸、靖寧侯葉昇等大批元勳宿將皆受株連，牽連致死者三萬餘人，史稱「胡惟庸案」。
洪武二十四年，山西太原官府捕獲了捲入胡党案的僧人智聰。智聰稱胡惟庸謀劃謀反時，他曾隨宗泐、見心等人往來於胡府，通謀造反，且宗泐赴西域取經時曾爲胡惟庸聯絡西番起兵爲外應。來復見心因此被連坐淩遲處死年73。
胡惟庸案又與藍玉案合稱胡藍之獄。胡惟庸案一直誅滅到洪武二十五年，還有靖寧侯葉昇因“交通胡惟庸”被殺。葉昇本人是藍玉的姻親，斬殺葉升即揭開了藍玉案序幕，二十六年，洪武帝再度興獄，株連蔓延之廣，超過十萬人。
南北榜案時朱元璋又指劉三吾是胡黨。

## 明實錄對胡惟庸案的記載
胡惟庸当了多年独相，朱元璋要親自用弓箭射死上書諫言皇帝分封太多、刑獄太過的山西省地方官葉伯巨，胡乘朱元璋開心時才奏，葉伯巨因此沒有被朱元璋射死。生杀废黜大事，有的不报告明太祖便径直执行。内外各部门的奏章，他都先拿来看，凡是陷害自己的，便扣下不上呈。各方面热衷功名之徒，以及失去了职位的軍人、武夫，竞相奔走于其门，贿送金帛、名马、玩好之物，不可胜计。徐达对他极其厌恶，密报明太祖；胡惟庸于是诱惑徐达的守门人福寿谋害徐达，但被福寿揭发。御史中丞刘基也曾说过他的短处，认为胡好比劣马，叫它驾车，必然会翻车坏事。后来刘基生病，明太祖派胡惟庸带医生探视，胡惟庸便对刘基下毒。刘基死后，他更加无所顾忌。胡惟庸将哥哥的女儿嫁太师李善长的侄子李佑为妻。学士吴伯宗弹劾胡惟庸，差点大祸临头。此后，他权势更盛。在他定远老家的井中，突然生出石笋，出水数尺深，献媚的人争相说这是祥瑞之兆。他们还说胡惟庸祖父三代的坟墓上，晚上都有火光，照亮夜空。胡惟庸更加高兴和自负，从此有了异心。
吉安侯陆仲亨从陕西回金陵，擅自乘坐驿站的馬車。明太祖大怒，责骂他说：“中原在战乱之后，人民刚刚复业，驿站买马非常艰难。如果大家都像你这样，人民就是将子女全部卖掉，也不能供给。”责令他到代县捕盗贼。平凉侯费聚奉命安抚苏州军民，卻整天沉溺酒色。明太祖大怒，责令他往西北去招降蒙古，他无功而返，明太祖又严厉斥责他。两人都非常害怕。胡惟庸便暗中对两人威逼利诱。两人一向愚勇，见胡惟庸正专权用事，便与他秘密往来。两人曾到胡惟庸家饮酒，酒酣时，胡惟庸屏退左右，对他俩说：“我等所干的事多不合法，一旦被发觉将怎么办？”两人更加惶恐。胡惟庸于是将自己的主意告诉了他们，令他们在外面收集兵马。
胡惟庸又曾与御史大夫陈宁坐在中书省中，阅览天下兵马簿籍，令都督毛骧将卫士刘遇贤和亡命之徒魏文进收为心腹。胡惟庸令太仆寺丞李存义他暗中游说李善长。李善长年纪已老，不能坚决拒绝，开始不同意，后来便依违其间了。胡惟庸更加以为事情可以成功，于是派明州卫指挥林贤出海招引倭寇，与他们约定日期相会。又派元旧臣封绩致书元朝，向元朝嗣君称臣，请求出兵做外应。这些事都还没有发出。正好胡惟庸的儿子坐马车奔驰过市，坠死于车下，胡惟庸将驾车的人杀死。明太祖大怒，命他偿命。胡惟庸请求用金帛补偿驾车人家，明太祖不许。胡惟庸害怕了，便与御史大夫陈宁、中丞涂节等人图谋起事，密告四方以及依从于自己的武臣。吴晗《胡惟庸党案考》：“我们知道惟庸于十二年九月下狱取勘，《实录》所记太祖自己在朝堂上觉察惟庸举措，事实上为不可能。《宪章录》《皇明法传录》诸书因其矛盾，舍去不录，《明史》因之。我们如再细心检讨一下，就可以知道，不但《实录》之事后增饰和《明史》诸书之截短取长是靠不住的，即其所记之惟庸子死事，也是同样的叫人不敢相信。”當時人劉辰《國初事蹟》，俞本《記事錄》皆不取胡惟庸有謀反事。二十三年（1390年），李善长为了大兴土木，向信国公汤和借用卫卒三百名。汤和暗中向朱元璋报告。

## 評價
在洪武十一年（1378年），朱元璋就命令以后臣下上奏书，毋“關白”中书省（大臣奏事時，中书省不必知道）。但《明太祖實錄》並沒有相關紀載。事實上，洪武五年十二月即下達了：“太子預政，凡事先啟太子裁决，不經中書。”而胡惟庸於洪武六年七月才於中書省右丞昇為右丞相，擔任中書正二品右丞不過二年半，即升遷為正一品大員，汪廣洋更只在右丞位置待不到一年即升為右丞相，若非大明肇建，百業待興，此二人行政經歷根本不足以擔當一品大員，又洪武三年三月，置察言司，掌受四方章奏已經對元代因奏章必經中書省，造成言路阻塞開始進行改造，同年十二月，儒士严礼上书言治道，认为不应隔越中书省奏事，遭朱元璋駁斥。洪武十年六月，诏臣民言事者，实封直达御前。七月，置通政司，掌四方章奏。此時中書丞相在明太祖《中书左右丞相诰》所言“出纳王命”之權，已經被通政司代替，而中书丞相处理中央诸衙门事务的权力，早在朱元璋朝堂議政亲操诸事，及以给事中督察省府台执行，後又有太子預政。出纳王命及进退庶职這兩項中書丞相最主要的職能有名無實，除非作為榮銜，被廢除原就是時間問題。
《明太祖實錄》洪武十三年（1380年）废除丞相制度之舉，只是不许“关白”中书省的延续，從此六部尚书直接对皇帝负责。洪武二十八年（1395年）六月，太祖御奉天殿，敕諭文武群臣說：“自古三公論道，六卿分職。自秦始置丞相，不旋踵而亡。漢、唐、宋因之，雖有賢相，然其間所用者多有小人專權亂政。我朝罷相，設五府、六部、都察院、通政司、大理寺等衙門，分理天下事務，彼此頡頏，不敢相壓，事皆朝廷總之，所以穩當。以後嗣君並不許立丞相，臣下敢有奏請設立者，文武群臣即時劾奏，處以重刑。”

## 争议
野史載洪武十三年（1380年）正月，丞相胡惟庸稱其舊宅井裡湧出醴泉，邀請洪武帝前來觀賞。洪武帝欣然前往，走到西華門時，太監雲奇紧拉住缰绳，急不能言，拼命指向胡家，朱元璋甚怒，命衛兵把他活活打死。但雲奇被打時毫不退縮，使洪武帝感覺事態嚴重，立即返回，登上宫城時，发现胡惟庸家上空塵土飛揚，墙道都藏有士兵。胡惟庸手下陈宁被捕，供出胡惟庸手下余党。胡惟庸義子涂節、御史中丞商暠均告胡惟庸谋反。吳晗《胡惟庸黨案考》指出罪名是之後逐漸加上的。雲奇之事被懷疑是虛構故事，晚明学者钱谦益说：“雲奇之事，国史、野史，一无可考，嘉靖中，朝廷因中人之請而加贈。”云奇字面的意思是奇談。惟嘉靖年間吏部右侍郎何孟春曾為雲奇立碑追贈。

### 引用
1. ↑  《國朝獻徵錄》卷11
2. ↑  《明史》（卷308）：“六年正月，右丞相廣洋左遷廣東行省參政，帝難其人，久不置相，惟庸獨專省事。七月拜右丞相。久之，進左丞相，復以廣洋為右丞相。”
3. ↑  《明史》（卷308）：“十二年九月，占城來貢，惟庸等不以聞。中官出見之，入奏。帝怒，敕責省臣。惟庸及廣洋頓首謝罪，而微委其咎於禮部，部臣又委之中書。帝益怒，盡囚諸臣，窮詰主者。未幾，賜廣洋死，廣洋妾陳氏從死。帝詢之，乃入官陳知縣女也。大怒曰：「沒官婦女，止給功臣家。文臣何以得給？」乃敕法司取勘。於是惟庸及六部堂屬咸當坐罪。”
4. ↑  俞本《皇明纪事录》：“左丞相胡惟庸、右大夫陈宁，擅权坏法，俱伏诛于玄津桥，掘坑丈余，埋其尸，次日复出之，支解于市，纵犬食之，录其家资，以妻子分配军士，子弟悉斩之，连及内外文武官员数万人，凡十五年间党名始悉。减中书省，升六部，广都府，以十二行改为承宣布政使司，改御史台为都察院，分为十二道，以詹徽为都御史，所奏无不允者。上以应天府所属上元、江宁二县之民与胡惟庸为党，将男妇长幼悉屠之。"
5. ↑  《明太祖实录》卷243
6. ↑  《皇明詔制》卷1
7. ↑  《明史·胡惟庸传》记载着：“惟庸既死，其反状犹未尽露。”
8. ↑  《大誥三編》
9. ↑  《皇明馭倭錄》：使林賢下海招倭軍，約期來會而已。不至如野史所载，亦不见有绝倭之诏。本年日本两贡无表，又其将军奉丞相书辞意倨慢，故诏谕之。中云：“前年浮辞生衅，今年人来匪诚。”不及通胡惟庸事，何耶？近年勘严世蕃亦云交通倭虏，潜谋叛逆，国史谓寻端杀之，非正法也。胡惟庸之通倭，恐亦类此。
10. ↑  《太祖實錄辯證》
11. ↑  《國史考異》
12. ↑  論「李善長案」的形成與性質
13. ↑  錢謙益跋《清教錄》
14. ↑  A STUDY ON BOOKS FOR MORAL INDOCTRINATION ORDERED WRITING BY THE MING EMPERORS 明代敕撰教化書籍研究
15. ↑  《明史》（卷125）：“胡惟庸为丞相，欲结好于达，达薄其人，不答，则赂达阍者福寿使图达。福寿发之，达亦不问；惟时时为帝言惟庸不任相。”
16. ↑  《明史》（卷128）：“初，太祖以事責丞相李善長，基言：「善長勳舊，能調和諸將。」太祖曰：「是數欲害君，君乃為之地耶？吾行相君矣。」基頓首曰：「是如易柱，須得大木。若束小木為之，且立覆。」及善長罷，帝欲相楊憲。憲素善基，基力言不可，曰：「憲有相才無相器。夫宰相者，持心如水，以義理為權衡，而己無與者也，憲則不然。」帝問汪廣洋，曰：「此褊淺殆甚於憲。」又問胡惟庸，曰：「譬之駕，懼其僨轅也。」”
17. ↑  《明史》（卷308）：“自楊憲誅，帝以惟庸為才，寵任之。惟庸亦自勵，嘗以曲謹當上意，寵遇日盛，獨相數歲，生殺黜陟，或不奏徑行。內外諸司上封事，必先取閱，害己者，輒匿不以聞。四方躁進之徒及功臣武夫失職者，爭走其門，饋遺金帛、名馬、玩好，不可勝數。大將軍徐達深疾其奸，從容言於帝。惟庸遂誘達閽者福壽以圖達，為福壽所發。御史中丞劉基亦嘗言其短。久之基病，帝遣惟庸挾醫視，遂以毒中之。基死，益無所忌。與太師李善長相結，以兄女妻其從子佑。學士吳伯宗劾惟庸，幾得危禍。自是，勢益熾。其定遠舊宅井中，忽生石筍，出水數尺，諛者爭引符瑞，又言其祖父三世塚上，皆夜有火光燭天。惟庸益喜自負，有異謀矣。”
18. ↑  《明史》（卷308）：“吉安侯陸仲亨自陝西歸，擅乘傳。帝怒責之，曰：「中原兵燹之餘，民始復業，籍戶買馬，艱苦殊甚。使皆效爾所為，民雖盡鬻子女，不能給也。」責捕盜於代縣。平諒侯費聚奉命撫蘇州軍民，日嗜酒色。帝怒，責往西北招降蒙古，無功，又切責之。二人大懼。惟庸陰以權利脅誘二人，二人素戇勇，見惟庸用事，密相往來。嘗過惟庸家飲，酒酣，惟庸屏左右言：「吾等所為多不法，一旦事覺，如何？」二人益惶懼，惟庸乃告以己意，令在外收集軍馬。”
19. ↑  《明史》（卷127）：“命逮存义父子鞫之，词连善长，云：“惟庸有反谋，使存义阴说善长。善长惊叱曰：‘尔言何为者！审尔，九族皆灭！’已，又使善长故人杨文裕说之云：‘事成当以淮西地封为王。’善长惊不许，然颇心动。惟庸乃自往说善长，犹不许。居久之，惟庸复遣存义进说，善长叹曰：‘吾老矣。吾死，汝等自为之！’””
20. ↑  《明史》（卷308）：“又嘗與陳寧坐省中，閱天下軍馬籍，令都督毛驤取衛士劉遇賢及亡命魏文進等為心膂，曰：「吾有所用爾也。」太僕寺丞李存義者，善長之弟，惟庸婿李佑父也，惟庸令陰說善長。善長已老，不能強拒，初不許，已而依違其間。惟庸益以為事可就，乃遣明州衛指揮林賢下海招倭，與期會。又遣元故臣封績致書稱臣於元嗣君，請兵為外應。事皆未發。會惟庸子馳馬於市，墜死車下，惟庸殺挽車者。帝怒，命償其死。惟庸請以金帛給其家，不許。惟庸懼，乃與御史大夫陳寧、中丞涂節等謀起事，陰告四方及武臣從己者。”
21. ↑  《明史·太祖纪》：“太祖命奏事毋关白中书省”。
22. ↑  《明太祖集》卷七、“命省府台臣，今后有司所言之事，皆启太子知之。”十二月丙午，谕太师韩国公李善长等曰；“……朕与卿等议；今后诸衙门一应事务，必合经由东宫与尔群卿等决可否，然后闻奏，庶得嗣君将来作有道之主。卿其依朕命而行之。”
23. ↑  《明太祖實錄卷五○》
24. ↑  《明太祖實錄》卷一四“治国之道，必先通言路。言犹水也，欲其长流。水塞则众流障遏，言塞则上下壅蔽”
25. ↑  《明太祖實錄卷五九》“夫元氏之有天下，固由世祖之神武。而其亡也，由委任权臣，上下蒙蔽故也。今礼所言不得隔越中书奏事，此正元之大弊。人君不能躬揽庶政，故大臣得以专权自恣。今创业之初，正当使下情通达于上，而犹欲塞之，可乎？……今观礼所陈，诚未达时务者也。”
26. ↑  《明太祖实录》卷一一三
27. ↑  《明太祖集》卷四
28. ↑  《高皇帝御制文集卷第四》
29. ↑  《明太祖实录》卷239
30. ↑  《明史纪事本末》中的记载更为详细，“正月戊戌，惟庸因诡言第中井出醴泉，邀帝临幸。帝许之。驾出西华门，内使云奇冲跸道，勒马衔言状，气方勃舌駃，不能达意。太祖怒其不敬，左右挝捶乱下，云奇右臂将折，垂毙，犹指贼臣第，弗为痛缩。”；《见闻杂记》称“预知胡惟庸逆谋，力阻高皇帝行驾，死瓜槌下。”
31. ↑  《明史》（卷308）：“明年正月，涂節遂上變，告惟庸。御史中丞商暠時謫為中書省吏，亦以惟庸陰事告。帝大怒，下廷臣更訊，詞連寧、節。廷臣言：「節本預謀，見事不成，始上變告，不可不誅。」乃誅惟庸、寧並及節。”

### 书籍
- 吳晗：《胡惟庸黨案考》，《吳史學論著選集》第1卷，人民出版社，1984。